# Apisai Domolailai
Apisai Raviyawa Domolailai (Sigatoka, 16 april 1989) is een Fijisch rugbyspeler.

## Carrière
Met zijn ploeggenoten won Domolailai in het seizoen 2015-2016 de World Rugby Sevens Series.
Domolailai won met de ploeg van Fiji tijdens de Olympische Zomerspelen 2016 de Olympische gouden medaille. Dit was de eerste maal dat er door Fiji een gouden medaille gewonnen werd. Naar aanleiding van deze primeur werd er door de premier van Fiji Frank Bainimarama een nationale feestdag uitgeroepen.

## Erelijst

### Met Fiji
- Olympische Zomerspelen:  2016
- World Rugby Sevens Series: Winnaar 2015-2016